# Ion Brătianu
Ion Ionel Constantin Brătianu, Ion Brătianu o Ionel Brătianu (para diferenciarlo de su padre Ion Brătianu) (20 de agosto de 1864-24 de noviembre de 1927) fue un político rumano, dirigente del Partido Nacional Liberal (PNL), primer ministro de Rumanía durante cinco mandatos y ministro de Asuntos Exteriores en varias ocasiones. Era el hijo del político y también jefe del PLN y presidente del Gobierno Ion Brătianu, hermano mayor de Vintila y Dinu, y padre de Gheorghe I. Brătianu. Tras la Primera Guerra Mundial, cuando Ion I. C. Brătianu gobernó durante su tercer y cuarto mandatos, el antiguo reino de Rumania se anexionó Transilvania, Bucovina y Besarabia y se formó la llamada «Gran Rumania», que había sido la aspiración del nacionalismo rumano desde el siglo XIX. En 1923 fue elegido miembro honorario de la Academia Rumana.

## Primeros años

Los políticos de la familia Brătianu en la política rumana del siglo y.

Nació en 1864 en la mansión paterna de Florica en Ștefănești, en la provincia de Argeș, a unos cien kilómetros al oeste de la capital rumana, Bucarest. Era el tercer hijo, el primero varón, de sus padres, miembros de una de las principales familias de la política rumana, lo que determinó su vida. Su origen rural también tuvo gran relevancia su la carrera política. La familia pertenecía a la baja nobleza rural; contaba con abundantes propiedades y descollaba en la región, pero se había mantenido alejada de la corte del Principado de Valaquia y de los nobles fanariotas que habían dominado la política valaca y moldaba durante el siglo XVIII y principios del XIX. La familia materna había habitado la región al menos desde el siglo XV y ya entonces pertenecía a la pequeña nobleza de la comarca. La familia paterna era menos ilustre, pero a finales del siglo XVIII ya pertenecía también a la baja nobleza. Uno de los abuelos de Ion había sido el boyardo más rico de Arges y el representante de la región en la asamblea valaca.

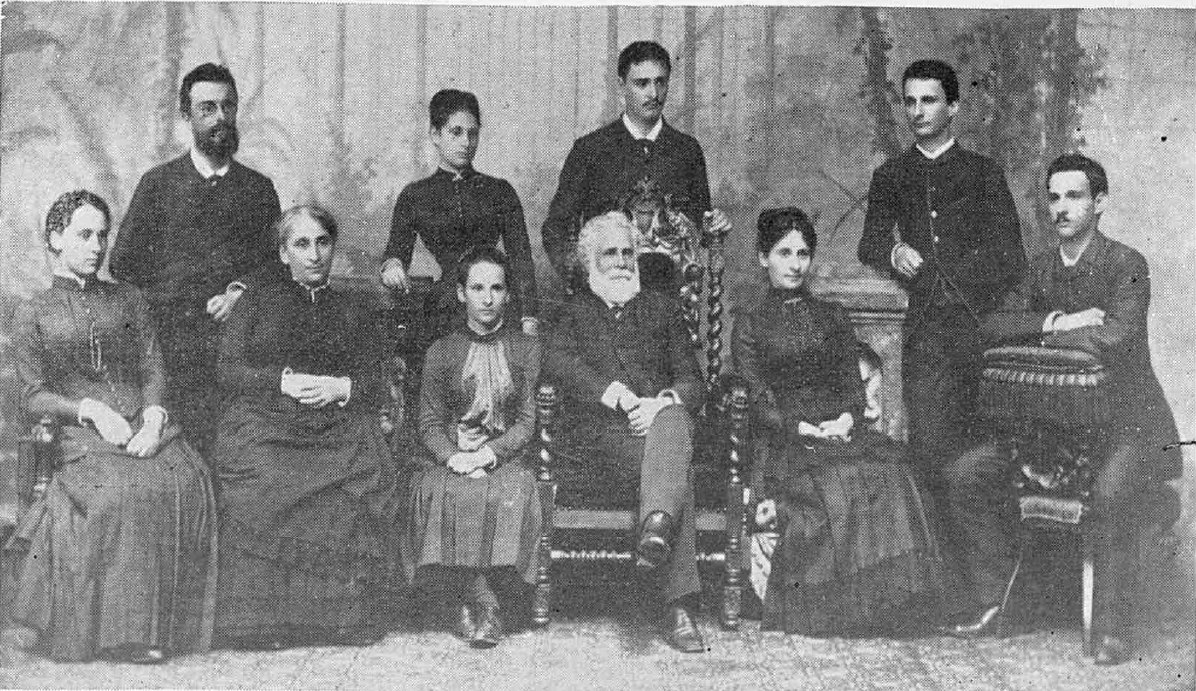
La familia Brătianu a mediados de la década de 1880. En el centro, con pelo cano, Ion Brătianu, destacado político liberal y primer ministro rumano.

Pasó su infancia y los primeros años de la adolescencia, hasta los catorce, en la finca familiar, que había recibido el nombre de una hermana que había fallecido en la infancia. Pese a que la familia se trasladó a Bucarest en 1878, tanto para ofrecer una mejor educación a los hijos como por las necesidades políticas del padre —presidente del Gobierno desde julio de 1876—, Brătianu mantuvo siempre gran cariño por la casa familiar y la empleó más adelante como lugar de descanso, alejado del ajetreo político de la capital.
Pese a la moda de la época en su clase social, que consistía en enviar a los hijos a educarse a Europa occidental, Ion Brătianu padre decidió que sus hijos se criasen en el país. Así, el joven Ion asistió al mejor centro de enseñanza secundaria de Valaquian, el Instituto Nacional de San Sava en Bucarest. Dada su capacidad por las matemáticas y la inclinación de su padre por que estudiase una carrera aplicada que sirviese a la modernización del país, acabó cursando ingeniería.

## Educación universitaria y carrera de ingeniero
Al terminar los estudios secundarios en 1882, cumplió el servicio militar obligatorio de seis meses en el arma de artillería. Durante su servicio militar, Brătianu asistió a clases de ingeniería. En el otoño de 1883, su padre lo envió al liceo parisino de Sainte-Barbe, en el que tuvo que esforzarse para alcanzar el nivel requerido, más alto que el de la escuela secundaria rumana. En 1884 aprobó los exámenes de ingreso de la Escuela Politécnica y en 1886 comenzó a asistir a los cursos de la Escuela de Caminos y Puentes. Suspendió, empero, el examen de ingreso en la Sorbona, donde deseaba licenciarse y luego doctorarse en matemáticas.

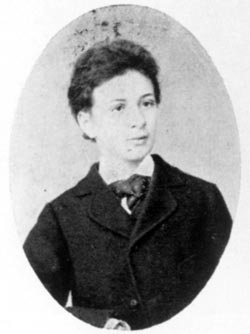
El joven Brătianu en 1882, el año que concluyó su educación secundaria en Rumanía antes de marchar a París a formarse como ingeniero.

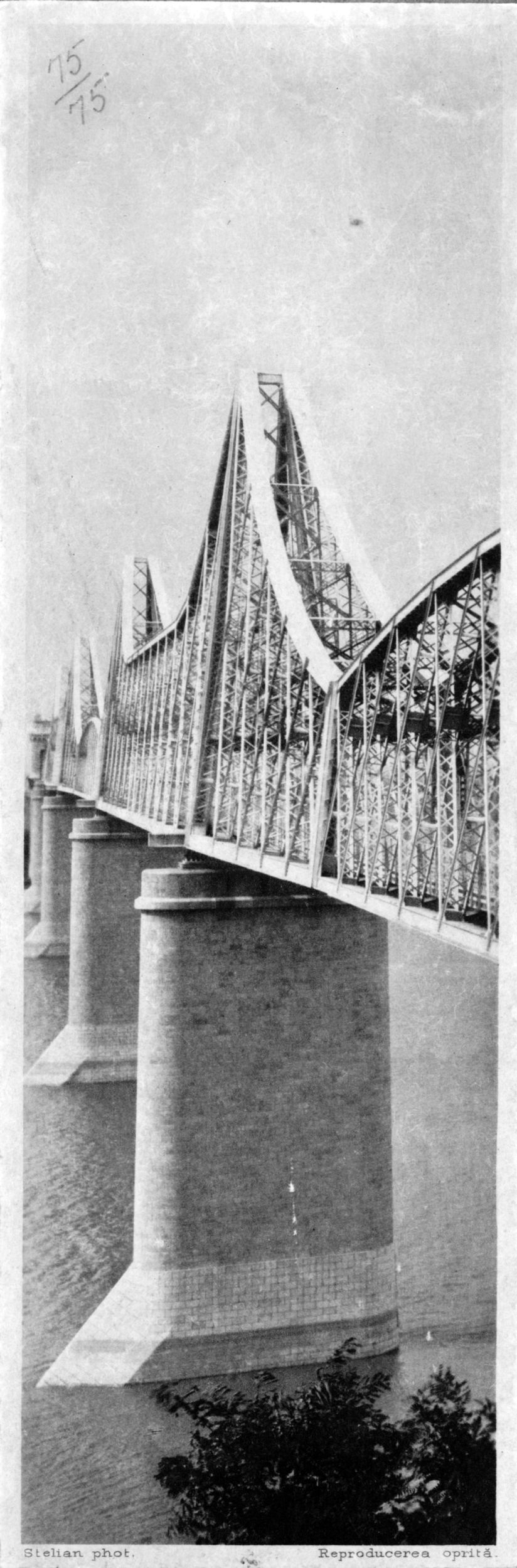
Puente ferroviario de Cernavodă que cruza el Danubio. Esta fue una de las obras en las que participó como ingeniero el joven Brătianu antes de dedicarse a la política.

En Francia sus principales relaciones fueron con rumanos asentados en el país, no con franceses; en el liceo, no forjó amistades duraderas. Interesado en la cultura y en las corrientes intelectuales del momento, propendía a aumentar siempre que podía su gran conocimiento de la historia. Durante sus seis años de estudios en Francia, no solo de dedicó a estos, sino que aprovechó para realizar numerosos viajes por Europa occidental. En la primavera de 1886 visitó Londres, que le impresionó, y en el verano de 1888, Bélgica. Tras graduarse en ingeniería en la primavera de 1889, volvió a Rumanía, deseoso de poner el práctica los conocimientos que había adquirido en su estancia en Europa occidental.
En el otoño de 1889 pasó trabajar para Anghel Saligny, encargado por los ferrocarriles estatales del mantenimiento de los puentes de la red ferroviaria y por entonces enfrascado en la construcción de un puente sobre el Danubio en Cernavodă. Primero quedó encargado de revisar los puentes existentes para elegir los que debían ser sustituidos y en 1891, de construir nuevas líneas férreas en Moldavia. En 1891, cuando falleció su padre, su preferencia por la política y la insistencia de los dirigentes del partido liberal hizo que abandonase su carrera profesional para dedicarse a aquella.
También durante esta época de ingeniero conoció y entabló relaciones con la que luego fue su primera esposa, la princesa Maria Moruzi, vida de uno de los hijos de Alejandro Juan Cuza, el primer monarca de la moderna Rumanía. En 1898, antes de casarse, ambos tuvieron a Gheorghe Brătianu, futuro dirigente del PNL e ilustre historiador. El posterior matrimonio fue corto, pese a que los cónyuges llevaban vidas separadas. En 1907, Brătianu contrajo matrimonio por segunda vez: desposó a la hija del destacado político conservador Alexandru Barbu Știrbei, Elisa Știrbei. Esta, inteligente y culta, había estado casada con el también conservador Alexandru Marghiloman y fue una de las escasas personas de confianza de Brătianu.

## Primeras actividades políticas

### Ingreso en el PNL y sistema político rumano

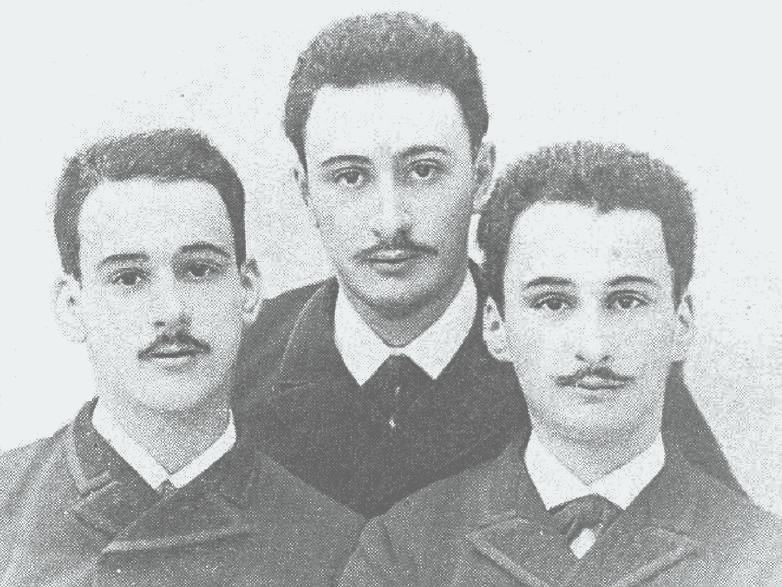
Los tres hermanos Brătianu, hijos del primer ministro Ion Brătianu y todos ellos destacados políticos. De izquierda a derecha: Dinu (Constantin), Ionel (Ion I. C.) y Vintilă.

Ingresó en el PNL en 1895, en un año de elecciones y consiguió un escaño en el Parlamento de Rumania por el distrito electoral (de la burguesía terrateniente) en la provincia de Gorj. Pese a su escasas dotes de orador, el partido se encargó de que resultase elegido. El sistema político, dominado por las clases pudientes, era constitucional y parlamentario, pero no democrático. No solo se votaba por curias en las que los más privilegiados tenían una ventaja abrumadora sobre el resto de la población, sino que incluso en 1905 las personas con derecho a voto a la Cámara Baja apenas superaban las noventa y tres mil de una población de unos seis millones. Aquellos que podían elegir senadores eran todavía menos: no alcanzaban las veinticinco mil personas. La política nacional estaba así controlada por los terratenientes y la clase burguesa urbana. La potestad del rey para nombrar al presidente del Gobierno y la capacidad de este para amañar las elecciones con el fin de obtener la victoria realzaban el poder real y otorgaban el poder automáticamente al partido que formaba el Consejo de Ministros. Entre 1881 y 1914, no hubo Gobierno en funciones que no obtuviese la victoria en las elecciones que se celebraban a continuación de obtener el encargo del rey de formar el gabinete, pues la organización de aquellas dependía del ministro del Interior del partido que en ese momento ejercía el poder.

### Ministro de diversos ramos
Brătianu ascendió rápidamente en la formación política, en parte por la ayuda que recibió de un grupo de influyentes liberales denominado «lo oculto», porque eran un grupo de presión que actuaba entre bambalinas en la política rumana. Este grupo, cuyo jefe era Eugeniu Carada, gobernador del Banco Nacional, el mayor de Rumanía, deseaba utilizar el talento de Brătianu para dominar tanto el partido como la nación y aplicar un programa modernizador. Desde 1897 hasta 1909, año en que asumió la presidencia del Gobierno por primera vez, desempeñó distintos cargos ministeriales, reflejo de su importancia creciente en el partido. Entre 1895 y 1908, hubo cinco Gobiernos liberales, alternados con otros del Partido Conservador; si el primero representaba en general los intereses de los terratenientes y abogaba por el libre comercio para fomentar las exportaciones agrícolas, el PNL era fundamentalmente el partido de la nueva clase media industrial, que prefería medidas proteccionistas para defender la débil industria del país.

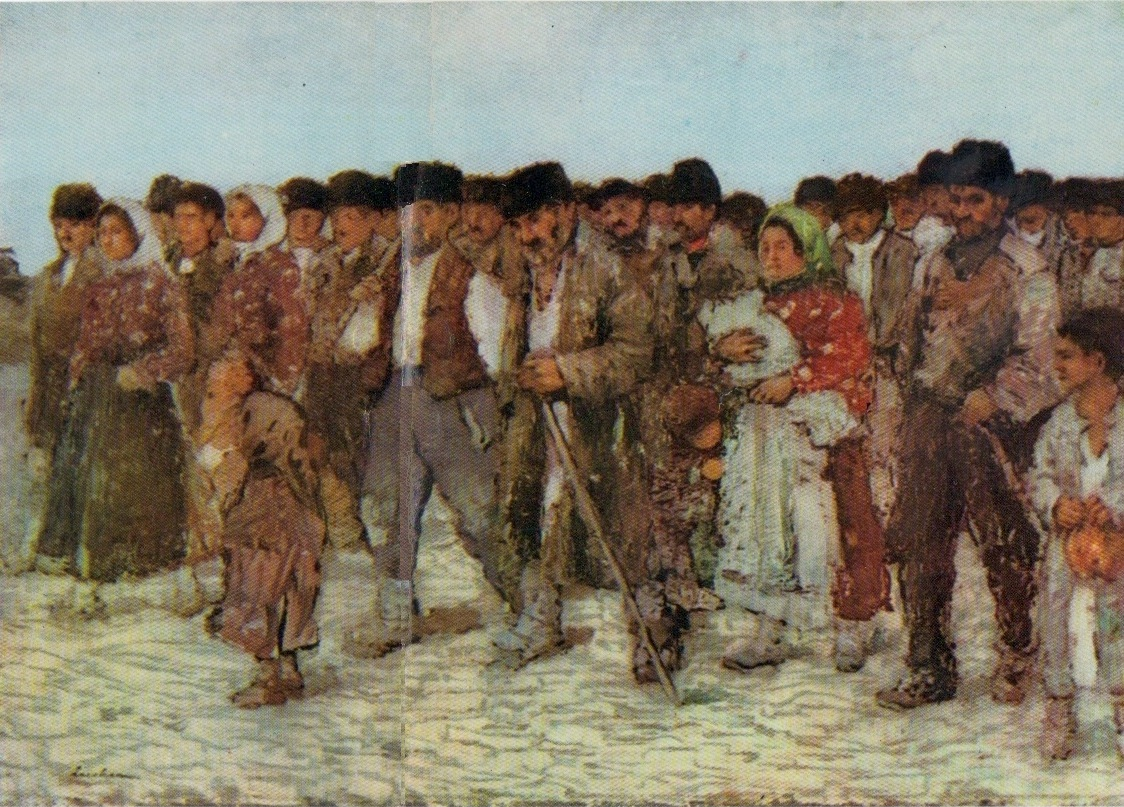
La distribución del maíz, de Ştefan Luchian, 1897, que muestra la estrechez de la vida de la mayoría de los campesinos rumanos a finales del siglo. Brătianu, ministro del Interior, aplastó la grave rebelión campesina de 1907.

A principios de 1899, se encontraba entre la mayoría de los parlamentarios que votaron a favor de la integración de los antiguos miembros del Partido de los Trabajadores Socialdemócratas de Rumania en el PNL. Este partido socialista, muy moderado, había decidido ingresar en el PNL para tratar de lograr algunas reformas y por sus malos resultados electorales. Brătianu deseoso de no limitar el partido a una única clase social y de recuperar el radicalismo de la formación de tiempos de su padre, perdida a la muerte de este, acogió a los socialistas en el PNL.
Su primer puesto de ministro fue el de Obras Públicas, que obtuvo en 1897 y renovó en 1901. Fue nombrado ministro de Obras Públicas (31 de marzo de 1897-30 de marzo de 1899; 14 de febrero de 1901-18 de julio de 1902) y fue ministro de Interior (12 de marzo de 1907-27 de diciembre de 1908). En 1902, asumió la cartera de Asuntos Exteriores y en 1907, la de Interior. Como ministro de Interior tuvo que afrontar la revuelta campesina de 1907. Logró aplastarla y devolver cierta calma al país, pero a un gran coste en vidas y propiedades. Paradójicamente, fue Brătianu, preocupado desde el comienzo de su carrera política por la situación en el agro y la necesidad de aplicar reformas que mejorasen la situación de los labradores, el encargado de sofocar cruentamente la rebelión campesina mediante el empleo del ejército. Preocupado, a diferencia de la mayoría de los políticos rumanos de la época, por incluir en el desarrollo económico del país la agricultura y mejorar la instrucción del campesinado, gran parte de él analfabeto, tras la revuelta hizo mayor hincapié en la necesidad de reformar el campo rumano. Pese a defender la propiedad privada y los derechos de los terratenientes, estaba dispuesto a expropiar a estos por lo que consideraba el bien del país, amenazado por la crisis del campo, si bien la expropiación era un acto prohibido por la Constitución.
Convencido de la necesidad de contar con la experiencia y las inversiones de los países más desarrollados económicamente para la modernización económica rumana, temía, empero, el dominio económico de estos, por lo que se opuso a otorgar el control de cualquier sección de la economía a los extranjeros. Para Brătianu, la política y la economía internacionales eran una disputa continua entre los países más desarrollados y los demás; estos, entre los que se contaba Rumanía, tenían que defender sus intereses frente a aquellos. Opuesto al libre comercio irrestricto, desechaba también mantener al país en la autarquía.

## Primer mandato

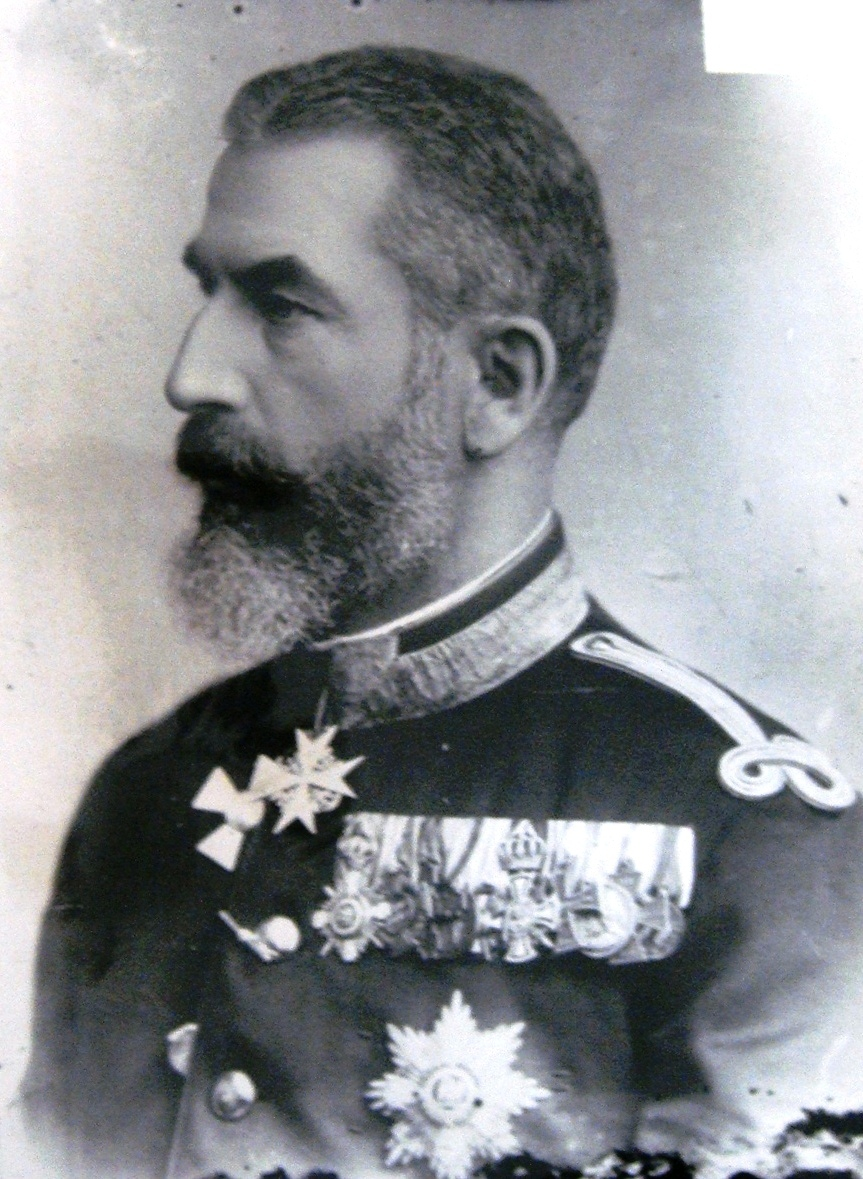
El rey Carlos (Carol) en 1906, tres años antes de que encargase por primera vez formar Gobierno a Brătianu. Si bien los dos mantuvieron buenas relaciones y el monarca confiaba en la gestión del político liberal, Carlos era mucho más conservador que este y se opuso en ocasiones a sus planes reformistas.

El 27 de diciembre de 1908, el primer ministro liberal Dimitrie Sturdza, enfermo, presentó la dimisión al rey. Con el beneplácito de «lo oculto» y de otros destacados liberales, el rey le encargó la formación del nuevo Gobierno en enero de 1909. También pasó a encabezar formalmente el partido. Fungió en el cargo hasta el 10 de enero de 1911. Durante gran parte de este primer mandato, acaparó también las carteras de Asuntos Exteriores y de Interior. Para entonces el país se había modernizado algo: había crecido la población urbana y la industria y se habían extendido las infraestructuras, pero continuaba el atraso. La industria nacional aún dependía de las importaciones y no cubría las necesidades del país. La agricultura, en la que trabajaba casi el 80 % de la población, seguía anticuada y poco productiva. El grueso de la población seguía en la pobreza. Los intentos de reforma puestos en marcha por Brătianu tuvieron que superar la oposición del rey, de los conservadores y de parte de sus correligionarios liberales.
Hábil gestor y consumado político, ganó fama por el hondo conocimiento de los asuntos de los ministerios que presidió y por aprovechar con astucia los logros obtenidos en estos. Para Brătianu, su objetivo político era modernizar el país y llevarlo al nivel que tenían las naciones europeas del oeste del continente, para lo que defendía la industrialización, pero también la reforma agraria. La consolidación del nuevo país, surgido apenas unas décadas antes de la unión de dos principados, requería según Brătianu una intensa modernización que incluyese tanto al campesinado como al proletariado urbano. Para lograr la armonía social que ansiaba, propugnaba reformas políticas que permitiesen al grueso de la población participar en la política nacional y económicas que mejorasen la situación de los labradores y evitasen el surgimiento de una brecha entre estos y las clases pudientes.
La política de Brătianu orientó al PNL hacia la aceptación de una reforma agraria, y las deliberaciones en torno al proyecto de reforma se prolongaron hasta después de la Primera Guerra Mundial. La nueva asamblea constituyente que debía reformar la Constitución y aprobar la reforma agraria se eligió en mayo y contó con mayoría liberal, pero el estallido de la guerra mundial detuvo el proceso. No obstante, el propio Brătianu mostraba sus reservas a sustituir la Constitución de Rumania de 1866 con una Constitución plenamente democrática. En 1913 convenció a su partido de que aceptara un proyecto moderado de reforma de la tierra, así como la creación de un único colegio electoral para todas las clases sociales rumanas –una medida que daría una representación mucho más equilibrada a la mayoría campesina. En los meses siguientes estas medidas fueron aprobadas por el rey Carol I e incluso por el Partido Conservador.
En política exterior, sus principales objetivos el mantenimiento del equilibrio de poder existente en los Balcanes y la mejora de la situación de la población de lengua rumana en Transilvania. Mantuvo al comienzo la orientación favorable a Alemania y la Triple Alianza que el país había tenido desde la independencia, principalmente para proteger al país de posibles ambiciones territoriales rusas. Paradójicamente, ya que había sido el núcleo de la política exterior rumana durante tres décadas, el tratado que ligaba el país a Alemania, Austria-Hungría e Italia desde 1883 era secreto y nunca lo había ratificado el Parlamento, pues el rey y Brătianu padre, temerosos del escándalo que podría haber causado entre la mayoría de los políticos rumanos, favorables a Francia, lo habían mantenido tal. Aunque personalmente prefería a Francia y el Reino Unido, Brătianu respetó la alianza secreta con Alemania y Austria-Hungría; apreciaba el poder militar de la primera y la influencia de ambas en los Balcanes.
Otro asunto relevante de política exterior durante el primer mandato de Brătianu fue la independencia de Bulgaria y el temor de que esta se expandiese. Brătianu trató en vano de obtener el respaldo de Alemania y Austria-Hungría para evitar esta posibilidad. La falta de apoyo de alemanes y austrohúngaros a las aspiraciones rumanas en los Balcanes, tanto en la visita oficial que Brătianu realizó en 1909 como durante las posteriores guerras de los Balcanes, hicieron que Brătianu se inclinase cada vez más por la Triple Entente. Pese a ello, los conservadores, en el Gobierno desde 1911, renovaron la alianza con Alemania y Austria-Hungría por siete años más.
En julio de 1913, fue movilizado y participó en la corta campaña contra Bulgaria durante la segunda guerra de los Balcanes, si bien no fue al frente. Lo asignaron a un regimiento de artillería, con el grado de mayor.

## Segundo mandato y Primera Guerra Mundial

### Neutralidad

Situación bélica en Europa en el otoño de 1914. Pese a formar parte de la Triple Alianza que la ligaba a los Imperios Centrales, Rumanía permaneció neutral, como Italia, que se hallaba en una situación similar. La neutralidad rumana perduró hasta agosto de 1916, cuando entró en guerra del lado de la Triple Entente.

El 4 de enero de 1914, retomó la presidencia del Gobierno, y tuvo que gestionar el espinoso asunto de los derechos de la población judía, tradicionalmente discriminada con la connivencia tanto de conservadores y liberales pero que contaba con el apoyo de diversos Estados europeos. Como ya había hecho su padre, rechazó lo que consideraba intromisiones de otros Estados en un asunto interno del país. El principal objetivo de este segundo mandato fue la consecución de la unificación nacional. Al retomar la presidencia del Gobierno, Brătianu mejoró de inmediato las relaciones con Francia y Rusia, con el beneplácito del rey, pero mantuvo una actitud cauta, contraria a romper relaciones con los Imperios Centrales y suscribir una alianza con la Triple Entente.
El estallido de la Primera Guerra Mundial en 1914 desató un profundo debate en la sociedad rumana. Los conservadores oscilaron entre la neutralidad y la participación junto a los Imperios Centrales (con los que Rumania mantenía varios compromisos diplomáticos); el PNL, por el contrario, prefería la alianza con los países de la Triple Entente. La presión de los dos bandos sobre Brătianu fue continua durante los dos años de neutralidad rumana.

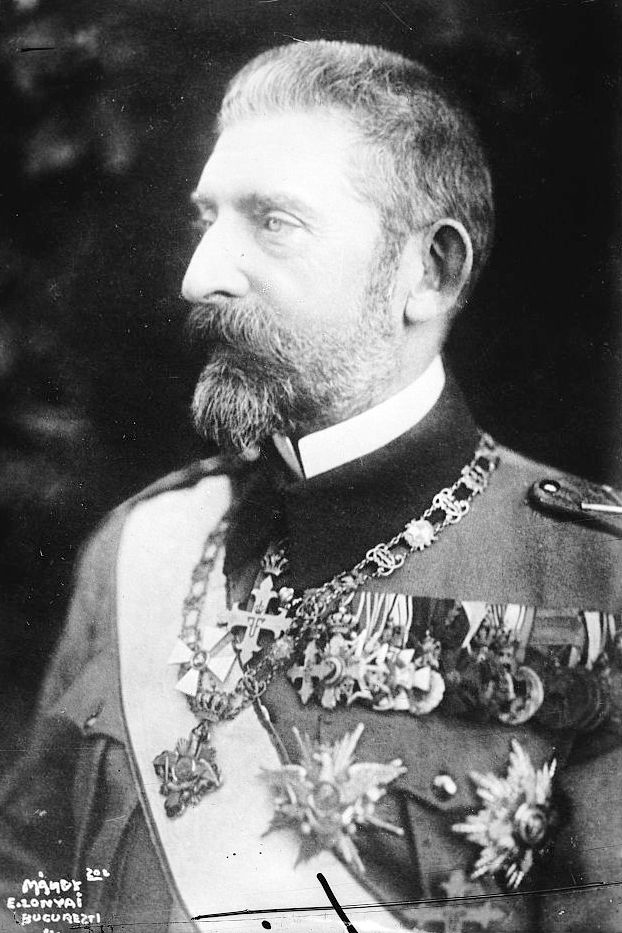
Fernando I de Rumania sucedió a Carlos en octubre de 1914, cuando este falleció. La estrecha cooperación entre el nuevo rey y Brătianu se prolongó hasta la muerte del monarca, que precedió en apenas unos meses a la del político.

En el consejo real del 3 de agosto de 1914 todos los participantes menos el rey y otro miembro del consejo se mostraron favorables al mantenimiento de la neutralidad, pese a la alianza que ligaba secretamente a Rumania con los Imperios Centrales. Brătianu indicó a los representantes de estos su disposición a entrar en la guerra de su lado una vez que la opinión pública y el estado del Ejército lo permitiesen, declarando su disposición a no entorpecer un posible ataque búlgaro a Serbia, mientras que rechazaba una oferta rusa de obtener Transilvania si entraba en la guerra del lado de la Entente. Brătianu deseaba conocer el desenlace de las primeras grandes batallas de la contienda antes de actuar. La muerte del rey el 10 de octubre y la entronización del filogermano pero débil Fernando I descorazonó a los Imperios Centrales, que vieron cómo la política exterior rumana quedaba completamente dominada por Brătianu, claro partidario de la Entente. El 23 de septiembre, Rumanía firmó un acuerdo con la también neutral Italia, que también anhelaba adueñarse de territorio austrohúngaro, pertenecía como ella a la Triple Alianza y no había entrado en guerra.
El comienzo de la guerra afectó intensamente a la economía rumana, que perdió los importantes mercados de Europa oriental por el bloqueo otomano de los estrechos del mar de Mármara y parte de la crucial inversión extranjera. Para controlar los efectos del conflicto en la economía, Brătianu aumentó el control estatal de esta.
La derrota alemana en la batalla del Marne y los grandes avances rusos en Galitzia y Bucovina hicieron que las muestras de chovinismo y los deseos de la opinión pública (burguesa y nada representativa de la población, en un 80 % analfabeta) por la entrada en guerra contra el Imperio austrohúngaro aumentasen enormemente. Brătianu, sin embargo, controló a los exaltados y, aunque decidido desde las primeras victorias de la Entente a entrar en la guerra del lado de esta, decidió hacerlo cuando el país estuviese preparado y lo juzgase más conveniente. En los primeros meses de la guerra, el Ejército se encontraba en pésimo estado y su único plan de ataque era contra Rusia, no contra Austria-Hungría. Por ello, Brătianu comenzó las conversaciones diplomáticas que deberían preparar el terreno y alcanzó un acuerdo con Italia para llevar una política paralela junto a esta a finales de septiembre.
A comienzos de octubre, logró que Rusia concediese una garantía territorial y reconociese los derechos de Rumanía a las provincias austrohúngaras de mayoría rumana únicamente por mantener su neutralidad, sin necesidad de entrar en guerra. El mismo mes ordenó compras de material bélico en occidente y en enero de 1915 ordenó la preparación de un plan de ataque contra el Imperio austrohúngaro.
El rey Carol I bloqueó la alianza con la Triple Entente hasta su muerte el mismo mes de octubre de 1914, llegando a sopesar la abdicación y el exilio llevándose al heredero de la corona. Con el ascenso al trono de Fernando I (que fue un aliado político de Brătianu durante toda su vida), el Gobierno rumano inició negociaciones secretas con la Triple Entente, con la condición de que la participación rumana en la guerra le permitiera anexarse las tierras de mayoría rumana dentro del Imperio austrohúngaro. El nuevo rey, indeciso e inexperto, dejó la política exterior en manos de Brătianu.
A pesar de los intentos de coordinar su política con la italiana, los responsables italianos no informaron de sus negociaciones, que concluyeron en el Tratado de Londres, a Brătianu en abril. Entonces este decidió presentar por separado las exigencias rumanas el 3 de mayo en San Petersburgo. Las pretensiones rumanas parecieron exageradas al Gobierno ruso que hubo, sin embargo, de concederlas a finales de julio, ante los graves reveses en el frente (véase ofensiva de Gorlice-Tarnów). A cambio, Rumanía debía entrar en guerra en menos de cinco semanas. Los grandes avances de los Imperios Centrales, con la toma de Varsovia el 3 de agosto hicieron que Brătianu decidiese retrasar la entrada en la contienda. Las Potencias Centrales trataron infructuosamente de que Brătianu permitiese entonces el suministro de municiones al Imperio otomano, donde escaseaban. En la segunda mitad del año, con la iniciativa claramente en manos de los Imperios Centrales, Brătianu decidió, a pesar de las críticas de los más exaltados partidarios de la Entente, mantener la neutralidad y no intervenir ante el ataque búlgaro a Serbia que acabó con la ocupación de esta. A la vez, permitió la continuación de la exportación de grano, detenida en 1914, a los Imperios, pero imponiendo elevados aranceles que aumentaron las reservas de oro del país sustancialmente. La Entente reaccionó tratando de comprar el resto de la cosecha rumana y obteniendo una gran remesa, para disgusto alemán.
En 1916 Brătianu negoció las condiciones militares para la entrada definitiva de su país en la guerra. Estas fueron principalmente la seguridad de un cierto suministro de material bélico y la neutralización de Bulgaria; solicitó primero doscientos mil soldados rusos y más tarde una potente ofensiva desde el frente de Salónica, además de una ofensiva general en el resto de frentes. La Ofensiva Brusilov no permitía a los rusos ceder tal cantidad de tropas y los anglo-franceses tardaron en estar listos para atacar desde Salónica, lo que retrasó el acuerdo. Este se firmó por fin el 17 de agosto en Bucarest. El 26 el representante rumano en Viena presentó la declaración de guerra a los austrohúngaros. Brătianu pensó que no podía retrasar más su entrada en la guerra si deseaba conseguir sus objetivos territoriales. Los problemas del Imperio austrohúngaro podían hacerle solicitar una paz que acabase con las esperanzas del Gobierno rumano de arrebatarle sus provincias con población rumana.

### En guerra

El frente rumano a finales de 1916. La entrada en guerra resultó un fiasco: los Imperios Centrales ocuparon casi todo el país y el Gobierno tuvo que refugiarse en Moldavia, donde resistió los embates del enemigo hasta la revolución rusa de 1917.

Los primeros avances militares en Transilvania fueron rechazados por la contraofensiva de las Potencias Centrales, que invadieron Oltenia y Valaquia, ocuparon Bucarest y obligaron al Gobierno rumano a refugiarse en Iasi a finales de 1916. Moldavia fue la única región que quedó bajo administración rumana y el país dependió de la ayuda militar del Imperio ruso, —y, posteriormente, del Gobierno provisional ruso, tras la caída del zar—. Sin embargo, el ejército rumano consiguió bloquear la ofensiva de las Potencias Centrales en las batallas de Mărășești, Mărăști y Oituz. Esta situación terminó con la Revolución de Octubre de 1917 en Rusia y la firma del Tratado de Brest-Litovsk entre el Gobierno bolchevique y las potencias Centrales: Rumania se quedó sin apoyos, acordó un armisticio y firmó luego el Tratado de Bucarest en mayo de 1918.
Mientras tanto, Brătianu había sido sustituido por un Gobierno de crisis presidido por el general Alexandru Averescu, al que pronto sucedió Alexandru Marghiloman (elegido para negociar la paz con Alemania debido a que gozaba de contactos personales con el Gobierno alemán). Sin embargo, el Gobierno rumano nunca llegó a ratificar el Tratado de Bucarest de 1918 y de hecho lo anuló en octubre de ese año, continuando el conflicto en el bando de la Triple Entente. En noviembre, el armisticio de Compiègne con el Imperio alemán abrogó el tratado.

## Periodo de entreguerras

### Tercer gobierno y el apoyo de Alexandru Averescu
El temor a la agitación socialista que había originado incidentes como una huelga general en Bucarest en diciembre de 1918, suscitó la caída del gobierno de Constantin Coanda y Bratianu ocupó de nuevo la posición de jefe de Gobierno. En noviembre de ese año, retomó la presidencia del Gobierno. Aunque aprobó la reforma electoral y la agraria que había prometido durante la contienda, retrasó la convocación de elecciones por el temor que tenía a perderlas, dada la agitada situación de la posguerra y la competencia de los partidos de las nuevas regiones y los surgidos en defensa de los intereses de los campesinos.
Presidió la delegación rumana en la Conferencia de Paz de París de 1919, en la que defendió la unión de Transilvania y Bucovina con Rumanía y las demás demandas que habían sido negociadas en 1916. Aunque tuvo éxito en la negociación para la anexión de ambas regiones, en 1919, ignorando las negociaciones previas, anunció que no aceptaría un compromiso en la renuncia a los territorios habitados por mayorías rumanas que habían pasado a formar parte del reino de Yugoslavia. Sin embargo, Rumanía había tenido éxito en la anexión de otros territorios –la guerra contra los bolcheviques de Rusia le había permitido anexionarse la Besarabia—. Bratianu dimitió el 27 de septiembre de 1919, con el permiso del rey, que formó un gabinete técnico con un general al frente. En las elecciones que se convocaron a continuación, las primeras sin control gubernamental en la historia de Rumanía, los liberales perdieron la mayoría de sus escaños en el antiguo territorio del reino y al poco se formó un nuevo Gobierno de coalición entre el Partido Campesino y el Partido Nacional. Estos dos partidos fueron los más beneficados por la implantación del sufragio universal: el primero obtuvo 119 escaños y el segundo, 61. Los liberales apenas obtuvieron 103 de los 568 escaños del Parlamento (con el 22 % de los votos). El antiguo rival de los liberales, el Partido Conservador, se desintegró. Fue la primera vez que el partido que formaba el Consejo de Ministros perdía unas votaciones.

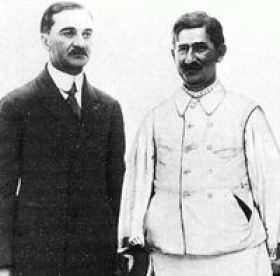
Iuliu Maniu, dirigente del Partido Nacional Rumano, e Ion Mihalache, del Partido Campesino. Estas dos formaciones vencieron por primera vez en la historia rumana al partido gubernamental, por entonces el PNL, y forjaron una inestable alianza que les permitió gobernar durante algunos meses. En 1926 se unieron y formaron el nuevo rival del PNL, que sustituyó al desaparecido Partido Conservador en sistema principalmente bipartidista rumano: el Partido Nacional Campesino

Pronto el Partido Nacional Liberal de Bratianu comenzó a tener problemas debido a las nuevas realidades políticas de la “Gran Rumania”. La alianza del Partido Nacional Rumano (un grupo de mayoría transilvana) y del Partido Campesino permitió la formación del Gobierno de Alexandru Vaida-Voevod en diciembre de 1919; estos partidos abogaban por una reforma radical de la tierra, que suscitó continuos debates y enfrentamientos en el Parlamento. La oposición a las reformas que pudo aprobar, la falta de unidad en la liga de partidos y la falta de un plan claro de cambios económicos y sociales debilitaron al nuevo gabinete y finalmente precipitaron su caída tras unos pocos meses.
Al mismo tiempo, el Partido del Pueblo, un poderoso movimiento populista dirigido por el general Alexandru Averescu, había comenzado a apoyar una urgente reforma de la propiedad de la tierra y acusó a los políticos del PNL de las dificultades económicas que sufría el país. Ante la necesidad de buscar aliados para consolidar su influencia en el nuevo país, Brătianu se aproximó a Averescu y le ofreció respaldarlo a formar un gabinete a cambio de que moderase las medidas que exigía. Tras pactar con Averescu, Brătianu persuadió al rey para que le encargase al general formar Gobierno, cosa que hizo el 13 de marzo de 1920. El objetivo de Brătianu era doble: apartar del poder al Bloque Parlamentario —la liga de nacional-rumanos y campesinos— al que creía incapaz de afrontar los problemas del país y consideraba demasiado radicales, y preparar su vuelta al poder.

### Cuarto mandato

#### Ruptura con Averescu
Brătianu esperaba que Averescu se limitase a aplicar las medidas promovidas por los liberales y a preparar su regreso a la presidencia del Gobierno y cuando resultó que el general actuaba autónomamente y se aferraba al poder, la relación entre los dos empeoró. Brătianu organizó una campaña contra Averescu en la que recabó el respaldo de toda la oposición y del propio rey.
El PNL retiró su respaldo al Partido del Pueblo después de encontrar una alianza política más conveniente en un gobierno dirigido por Take Ionescu; Brătianu asumió de nuevo la Presidencia del Gobierno nuevamente el 19 de enero de 1922, que mantuvo hasta el 30 de marzo de 1926.

#### Legislación, desarrollo y atraso
Durante el cuarto mandato de Brătianu se adoptó la Constitución rumana de 1923, que confirmaba el sufragio universal y concedía derechos individuales —pero no colectivos— a las minorías étnicas, definiendo las leyes de 1918; la nueva Constitución atrajo suspicacias de los políticos transilvanos, que desconfiaban de un Parlamento dominado por valacos y moldavos (especialmente dado que la Constitución fue aprobada por la mayoría de un solo voto en el Parlamento). Fundamentalmente, la nueva Constitución era una actualización de la Constitución rumana de 1866 y extendió el control de Gobierno central a los nuevos territorios rumanos. Reflejando la visión unitaria y nacionalista que Brătianu tenía del país, la nueva ley fundamental soslayó por completo los compromisos del país acerca de la protección de los derechos culturales y políticos de las abundantes minorías.
Al mismo tiempo, el Gobierno del PNL abordó una reforma agraria a nivel nacional entre 1918 y 1921. Esta se llevó a cabo por dos motivos principalmente: el económico (mejorar la producción, aumentar la cantidad de alimentos y de las materias primas para la expansión de la industria) y el político (neutralizar posibles revueltas y revoluciones y mejorar la cohesión social del país). Si bien la reforma agraria modificó intensamente la propiedad de la tierra (un millón cuatrocientos mil labradores recibieron en total unos seis millones de hectáreas expropiadas a sus anteriores dueños), no acabó con los graves problemas del agro rumano. El rápido aumento de la población, la continua división de las parcelas, la inestabilidad de los mercados agrícolas internacionales y la política económica de los liberales, centrada en la industria y no en la agricultura, contribuyeron a perpetuar el atraso en el campo.
Los objetivos de Brătianu seguían siendo los mismos que los que había perseguido en anteriores mandatos: consolidar la unidad del país, modernizar su economía, mejorar la educación y el nivel cultural de la población, garantizar la seguridad de la nación e integrarla en la política europea. La situación, sin embargo, difería notablemente del ideal de Brătianu: el 78 % de los dieciséis millones de habitantes seguía dependiendo de la agricultura, atrasada y poco productiva. Rumanía seguía dependiendo de Europa occidental, que era a un tiempo el mercado de sus productos agrícolas y la fuente de productos manufacturados y de capital de inversión. Convencido de la necesidad de que el Estado acelerase el lento ritmo de modernización, trató de controlarlo mediante el PNL, que aunque presentaba como reflejo de la sociedad en su conjunto en realidad era una formación de la alta burguesía oligárquica, dominado por un reducido número de familias con intereses en la banca y la industria. Decidido a promover la industrialización como método de modernización de la nación, aplicó un sistema estatista en el que no solo el Estado invertía en industria, sino que también legislaba para fomentar su aumento y su control por rumanos. Aunque esto facilitó el crecimiento de la industria, no logró eliminar la dependencia del capital extranjero.

#### Política internacional

La «gran Rumanía» del periodo de entreguerras. La política internacional de Brătianu se centró en conservar los territorios obtenidos tras la Primera Guerra Mundial.

La política internacional de Brătianu estuvo determinada por su deseo de conservar las ganancias territoriales obtenidas tras la guerra mundial. Para ello, trató de mantener el favor de los países que se habían beneficiado del resultado de la contienda, en especial, de Francia. Con esta firmó en 1926 un tratado de alianza limitado, en el que los franceses se negaron a incluir ayuda militar. El desinterés francés por Rumanía continuó hasta finales de la década de 1930.
Los intentos de Brătianu de limitar la influencia de las grandes potencias en la región y de reforzar el papel de Rumanía en los asuntos de esta fracasaron. Ni la nueva Sociedad de Naciones ni la Pequeña Entente satisficieron las esperanzas del político rumano. Por su parte, tanto Hungría como la Unión Soviética se negaron a admitir la pérdida de Transilvania y Besarabia y mantuvieron tirantes relaciones con Rumanía.

#### Dominio político
El PNL con Ion al frente dominó la política rumana desde 1922 hasta 1928 (salvo un breve intervalo entre marzo de 1926 y junio de 1927), ejerciendo una gran influencia en el rey Fernando I, incluso sin contar con un gran apoyo popular (prácticamente nulo en Transilvania y Besarabia). En parte este poder derivó de la incapacidad de la oposición de mantener un frente unido y en parte del control de las elecciones y de la represión policial, justificada a menudo con la excusa de combatir el comunismo. En marzo de 1922, los liberales habían aumentado los diecisiete escaños que habían obtenido en 1920 hasta los doscientos sesenta, lo que llevó a la oposición a denunciar la limpieza de la votación y a retirarse del Parlamento.
El 28 de diciembre de 1925, el príncipe Carol renunció al trono tras negarse a abandonar a su amante, con la que había viajado al extranjero. La relación entre Brătianu y Carol había sido mala y se supuso que aquel había obligado al rey a desheredar al príncipe, acción que la oposición no aprobó.

#### La ley electoral de 1926
En febrero las elecciones municipales mostraron la falta de apoyo del PNL, especialmente allí donde sus técnicas de presión eran menos efectivas. En la última sesión del Parlamento antes de las elecciones nacionales, el PNL cambió la ley electoral y adoptó una basada en la ley de Mussolini de 1923: el partido que lograse al menos un 40 % de los votos obtenía la mayoría absoluta (el 50 % de los escaños más un porcentaje del resto igual al obtenido en votos). El resto de grupos se repartían proporcionalmente el resto de escaños y los que lograban menos del 2 % de los sufragios quedaban excluidos del Parlamento. Dada la tradición rumana de que fuese el Gobierno nombrado por el monarca el que convocase las elecciones y no que surgiese de ellas, además de la poca limpieza habitual de estas, la nueva ley se convertía en un instrumento de perpetuación del gobierno. Brătianu esperaba que la nueva ley le permitiese controlar el Parlamento como ya había conseguido hacerlo con la Administración estatal.

### Segundo pacto con Averescu

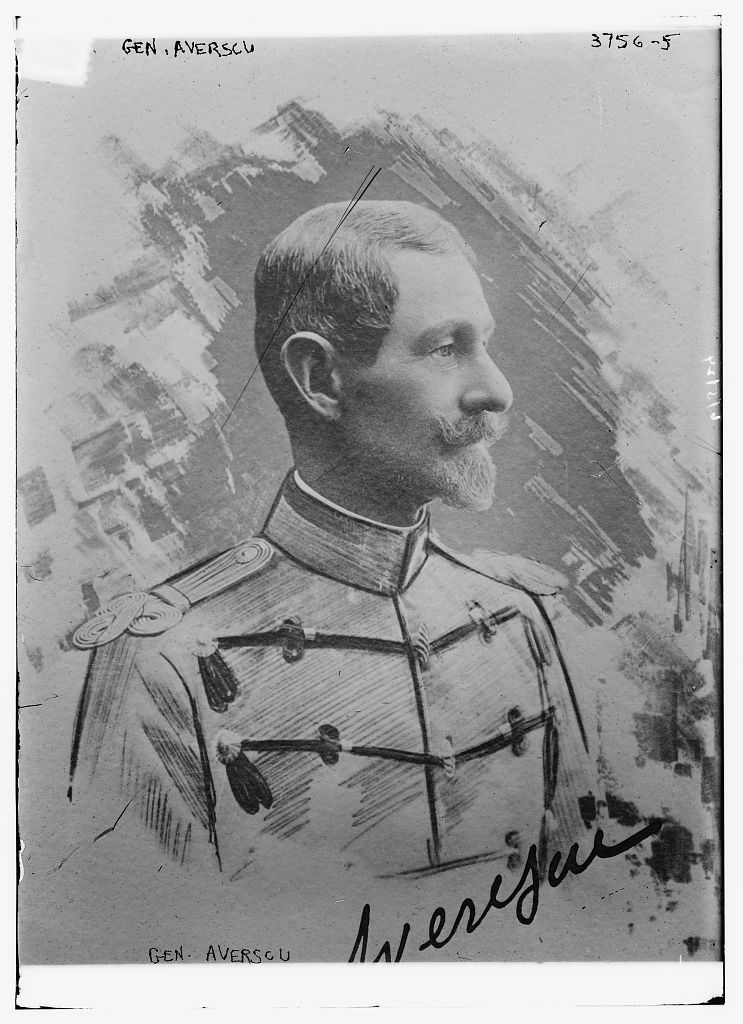
El general Averescu. Había dirigido las operaciones militares para sofocar la grave revuelta campesina de 1907 cuando Brătianu presidía el Ministerio del Interior y en la década de 1920 encabezó dos gabinetes con la aquiescencia de este, pese a que en ambas ocasiones la independencia del militar acabó por privarle del respaldo del político liberal.

El 22 de marzo de 1926, Brătianu dimitió y le sucedió en la Presidencia del Gobierno el general Averescu, al que el rey encargó formar el nuevo gabinete —se sospecha que por consejo de Brătianu—, para desilusión del resto de la oposición. Nuevamente, Brătianu esperaba que Averescu fuese poco más que un títere de los liberales, dispuesto a aplicar las medidas de estos y a retirarse en cuanto el dirigente liberal decidiese volver a presidir el Consejo de Ministros.
Las elecciones de mayo de 1926 confirmaron el ascenso del futuro Partido Nacional Campesino (creado a partir de la colaboración del Partido Nacional Rumano y el Partido de los Campesinos, que se unirían el mismo año), a pesar de la especial presión de Averescu para lograr la mayoría (que incluyó la detención de candidatos, el estorbo a sus actividades y el uso de los gendarmes).
En ese momento el PNL pensó que el gobierno del general convenía a sus propios objetivos políticos, pero las negociaciones de Averescu para el retorno del desheredado príncipe Carol y su intento de coligarse con el nuevo Partido Nacional Campesino (que fracasó), ante la inminente muerte del rey, hicieron que Brătianu le retirase el apoyo al general y prefiriese otorgárselo un amplio gobierno de coalición dirigido por Barbu Stirbey, cuñado de Brătianu, el 4 de junio de 1927. Una vez más, Averescu había mostrado demasiada autonomía respecto a los liberales y una preocupante tendencia a perpetuarse en el cargo, en contra de lo esperado por Brătianu.

### Quinto mandato
Tras el breve gobierno de Stirbey, que no logró que Maniu aceptase presentarse como socio minoritario en una plataforma con el PNL, este retiró el apoyo al primer ministro. El 22 de junio de 1927, Brătianu comenzó su quinto y último mandato al frente del Consejo de Ministros por encargo del monarca. Tras amañar como era habitual las elecciones de julio de 1927 (en las que su partido obtuvo 298 de los 387 escaños), logró deshacerse de Iorga y Averescu y arrinconar a Maniu.
La posición de los liberales se debilitó, sin embargo, por la muerte el rey el 20 de julio, al que sucedió su nieto Miguel; al ser este menor de edad, se estableció una regencia. Como la petición de Maniu de que se celebrasen elecciones inmediatamente fue desatendida, este comenzó una campaña para desacreditar al Gobierno.
Cada vez más enfermo, en el otoño comenzó a sufrir frecuentes desmayos. Murió el 24 de noviembre en Bucarest, debido a complicaciones de laringitis y le sustituyó como primer ministro su hermano Vintila Bratianu hasta la convocatoria de elecciones. Se lo enterró en la capilla familiar en Florica.
Ninguno de los sucesores de Brătianu al frente del partido fue capaz de mantener la cohesión de este ni la influencia política de aquel.